# Abdelkader El Mouaziz
Abdelkader El Mouaziz (Settat, Marruecos, 1 de enero de 1969) es un deportista marroquí, especializado en carreras de fondo. Ganó la maratón de Nueva York en la edición del año 2000, con un tiempo de 2:10:09. También ganó la maratón de Madrid de 1994, la de Marrakech en 1996 y 1999, y la de Londres en 1999 y 2001, entre otras.